# Susann Schmid-Giovannini

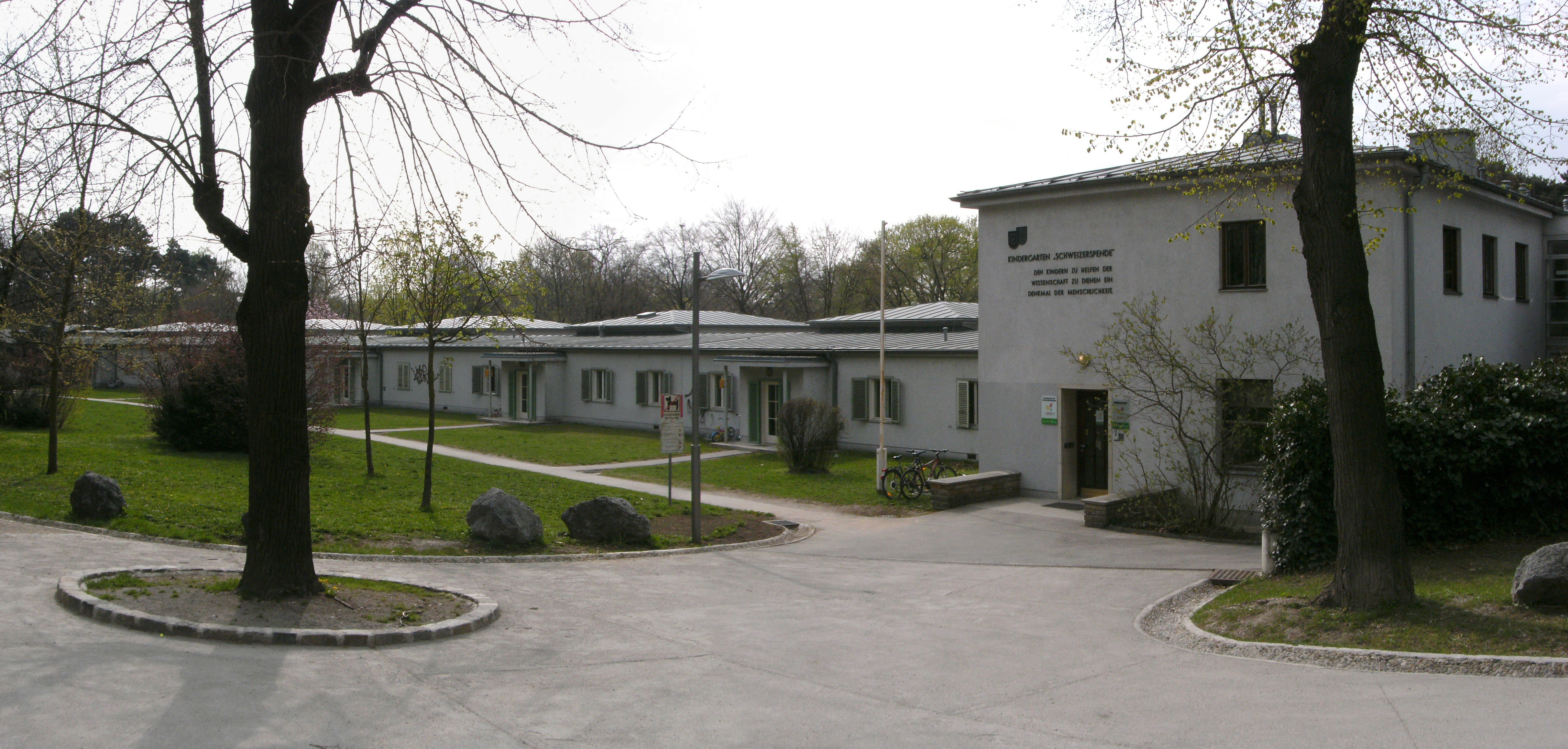
Sonderkindergarten Schweizer Spende, Wien (Architekt Franz Schuster)

Susann Schmid-Giovannini, geborene Susann Koliha, (* 9. Februar 1928 in Wien) ist eine österreichisch-schweizerische Pädagogin, Pionierin der auditiv-verbalen Erziehung und des Hörtrainings für das Cochleaimplantat.

## Leben
Susann Koliha verlebte eine unbeschwerte Kindheit in Wien, bis die Nazis Österreich besetzten. Ihr Vater wurde in den Krieg geschickt und als sie zwölf war, starb ihre Mutter. Als auch noch ihr Elternhaus zerbombt wurde, war sie im zerstörten Wien auf sich allein gestellt. Niemand getraute sich, die Tochter eines Nazigegners für längere Zeit zu sich zu nehmen und sie erfuhr erst nach dem Krieg, dass ihr Vater noch lebte.
Weil ihr Vater fand, eine Frau brauche eine rechte Ausbildung wurde sie nach dem Krieg Grundschullehrerin. Da Lehrermangel herrschte, fand sie 1947 nach Studienabschluss eine Stelle in der Taubstummenanstalt in Wien-Speising. Sie fand dort Kinder vor, die zu spät erfasst wurden und weil es noch keine offizielle Gebärdensprache gab, eine sehr eingeschränkte Sprache hatten. Ihr Onkel, Adolf Freunthaller, ein bekannter Gehörlosenpädagoge, gab ihr den Rat, sich weiterzubilden, da die Sprachentwicklung im dritten Lebensjahr abgeschlossen sei, könne sie als Lehrerin diesen Kindern nicht weiterhelfen. Deshalb machte sie noch die Ausbildung zur Kindergärtnerin, Hörgeschädigtenpädagogin und Audiopädagogin.
Im neu entstandenen, von der Schweizer Spende finanzierten Sonderkindergarten Schweizer Spende in Wien, dem ersten Sonderkindergarten für Hörgeschädigte im deutschen Sprachraum, leistete sie von 1949 bis 1964 mit der Teilintegration gehörloser Kinder in der Umgebung hörender Kinder eine Pionierarbeit. Gleichzeitig besuchte sie Vorlesungen an der Universität in Psychologie und anderen Fächern, absolvierte die Ausbildung zur Taubstummenlehrerin und besuchte das Seminar für Sprachheillehrer. Im Kindergarten übernahm sie die Leitung der Abteilung hörbehinderter Kinder. 1953 erhielt sie ein UNESCO-Stipendium und reiste zu Studienzwecken nach Amsterdam, wo sie ein Beratungszentrum für Kleinstkinder und deren Eltern besuchte. 1959 integrierte sie die erste Schulklasse nach vorangehender zweijähriger Förderung.
Nach ihrer Heirat 1964 übersiedelte sie in die Schweiz und arbeitete unter anderem als Therapeutin an der HNO-Klinik des Luzerner Kantonsspitals.
Ein erstes gehörloses Pflegekind nahm sie zu sich, weil seine Eltern während der russischen Besatzung fliehen mussten. Zwei weitere gehörlose Buben folgten. Alle lebten bei Giovanninis wie in einer normalen Familie, weil ihnen ihre eigenen Eltern nicht die Erziehung bieten konnten, die sie brauchten.
1973 war sie Mitbegründerin der von ihr bis zum 70. Altersjahr geleiteten Schule für hörgeschädigte Kinder Meggen. Die Kleinklasse der hörgeschädigten Kinder war voll (unter dem gleichen Dach) in die Primarschule Meggen integriert und arbeitet nach den gleichen Stoffplänen. Aufgrund der Förderung durch Susann Schmid im Kindergarten, konnten die hörgeschädigten Kinder beim Eintritt in die erste Klasse bereits lesen. 1975 eröffnete sie in Meggen eine Frühberatungsstelle. Anlässlich einer Vortragstournee durch die Vereinigten Staaten und Kanada sammelte sie 1976 Erfahrungen über fortschrittliche Hörtests für Neugeborene und wurde mit – für sie anachronistischen – Forderungen zur Einführung der Gebärdensprache für alle Hörgeschädigten konfrontiert.
1978 gründete sie das „Internationale Beratungszentrum für Eltern hörgeschädigter Kinder“, das international grosse Beachtung fand, aber auch Kritik durch Verfechter anderer Methoden erntete. 1979 nahm sie am wegweisenden Symposium „Oral EducationToday and Tomorrow“ in den Niederlanden teil.
Die Weiterentwicklung der Hörgerätetechnik und des Cochleaimplantats durch Ernst Lehnhardt „soft surgery“ zusammen mit einem Hörtraining mittels der auditiv-verbalen Methode, brachten den gehörlosen oder hochgradig schwerhörigen Kindern erstmals die gleichen Entwicklungsmöglichkeiten wie den Hörenden.
1989 fand der erste von ihr initiierte „Auditory-Verbal-International Kongress“ in Berchtesgaden statt, dem weitere folgten.
1985, nach dem Tod ihres Mannes, zog sie nach Meggen, wo sie bis heute lebt und weiterhin das von ihr gegründete internationale Beratungszentrum für Eltern hörgeschädigter Kinder führt. Schmid-Giovannini publizierte diverse Fachbücher, leitete internationale Kongresse und richtete weltweit Beratungszentren ein. Sie war Herausgeberin des Mitteilungsblattes des Fördervereins Internationales Beratungszentrum für Eltern hörgeschädigter Kinder, Meggen.

## Berufliche Tätigkeit
Als Susann Schmid-Giovannini mit ihrer Pionierarbeit begann, konnten Gehörlose, weil sie oft als schwach begabt angesehen wurden, aus nur fünf Berufen auslesen. Obwohl man wusste, dass stumme Menschen nicht reden, weil sie nicht hören können, gab es immer noch einzelne Ärzte die Gehörlosen das Zungenbändchen durchschnitten, um ihnen «die Zunge zu lösen». Der Aufschwung der Hörgeschädigtenpädagogik nach dem Ersten Weltkrieg wurde mit Hitler unterbrochen. Damals war ihnen sogar das Heiraten verboten.
Weil sie gewohnt war, über ihr Leben selber entscheiden zu können, wollte sie die gehörlosen Kinder aus ihrer Abhängigkeit von der Gebärdensprache erlösen. Sie wollte ihnen das Sprechen beibringen, damit sie auch mit Hörenden kommunizieren und wählen könnten, in welcher Gemeinschaft sie sich aufhalten wollten. Ein uneingeschränkter Spracherwerb kann sich jedoch nur in den ersten Lebensjahren vollziehen (Man nimmt heute sogenannte „sensible Phasen“ für den Spracherwerb an).
Das Konzept des Sonderkindergartens war, hörgeschädigte Kinder in der Umgebung hörender Kinder aufwachsen zu lassen, um ihnen mit dieser Teilintegration viele zukünftige soziale und berufliche Möglichkeiten offen zu halten. 1949 standen keine Hörhilfen zur Verfügung und deshalb wurde mit den Kindern ein ähnliches Hörtraining gemacht, wie es Viktor Urbantschitsch in seinem Buch „Über Hörübungen bei Taubstummheit und bei Ertaubung im späteren Lebensalter“ beschrieb. Sie brachte den Kindern die Sprache bei, in dem sie die Mundbewegungen beobachten ließ und in dem sie ihren eigenen Kehlkopf und denjenigen der Lehrerin abtasten konnten, damit ihnen bewusst wurde, welche Bedeutung die Mundbewegungen haben. Bei ihrem ältesten Pflegesohn trainierte sie sein Restgehör, indem sie ihm ein Stethoskop in die Ohren steckte und in die Membran sprach.
Das Stipendium der Unesco ermöglichte Schmid-Giovannini 1953, in Holland und England die ersten elektronischen Taschenhörgeräte kennenzulernen. Sie setzte sich dafür ein, dass ihre Kinder solche Geräte erhielten, weil sie darin einen großen Vorteil auch für deren Persönlichkeitsbildung sah.
Die im Sonderkindergarten erzielten Erfolge mit der praktizierten Verbindung von Pädagogik mit Hörgeräteakustik machten Schmid-Giovanni international bekannt. Ihre spezielle Form der audio-verbalen Therapie kann mit dem Begriff Audiopädagogik umschrieben werden.
Als ab 1987 im Uni-Spital Zürich die ersten Cochleaimplantate (CI) bei hörgeschädigten Kindern implantiert wurden, erkannte Schmid-Gionvannini bald das Potential der elektronischen Hörstimulation. Nach der Implantation musste das Kind zuerst lernen, was diese Höreindrücke bedeuten. Das Hörzentrum war noch untrainiert, da es im Mutterleib und der gehörlosen Lebensmonate noch keine Höreindrücke erhielt. Damit begann eine intensive und erfolgreiche Zusammenarbeit mit den CI-Kliniken. Die Lautsprach-Methode ergänzte die Fortschritte der Elektronik und Hörprothetik. Erstmals wurde ein Weg eröffnet, der gehörlosen oder hörgeschädigten Kindern ermöglicht, in derselben Welt leben zu können, wie ihre hörenden Eltern.
Mit den von ihr von 1989 bis 1999 organisierten Kongressen für Auditiv-verbale Erziehung (AV-Kongresse) wollte sie das Prinzip der lautsprachlichen Erziehung einer größeren Öffentlichkeit bekannt machen, in dem sie die interdisziplinäre Fachwelt, Hörgeschädigte und betroffene Eltern einlud.
In die Regelschule schickte Susann Schmid-Giovannini die Kinder erst, wenn sie über eine ausreichende Sprache verfügten, ihr Hören gut nutzten und dem Unterricht ohne Begleitung folgen konnten. Bei früher Anpassung von Hörgeräten oder dem Cochlea-Implantat im ersten Lebensjahr können die Kinder die Sprache normal im täglichen Leben über das Ohr erlernen und ihr Wissen ganz normal entwickeln. Kinder sollten jedoch bis spätestens im Alter von zwei Monaten mit Hörgeräten versorgt werden. Wenn vom Arzt ein Cochlea-Implantat vorgeschlagen wird, sollten die Eltern nicht zögern und sich einen Therapeuten für die auditiv-verbale Erziehung suchen. Dank des Cochlea-Implantats gab es immer weniger Kinder und deshalb wurde die Schule in Meggen geschlossen.

„Frau Susanna Schmid-Giovannini hat durch ihre einzigartige Initiative und ihr hervorragendes Einfühlungsvermögen neue Maßstäbe in der Frühbehandlung hörgeschädigter Säuglinge und Kleinkinder gesetzt. Nach eingehenden heilpädagogischen Studien in Wien an tauben und schwerhörigen Kindern hat sie über 15 Jahre lang als Leiterin der Abteilung für hörgeschädigte Kinder in einem Sonderkindergarten praktische Erfahrungen in der Sprachanbahnung hörgeschädigter Kinder erworben. Hierauf aufbauend schuf sie als Audiopädagogin am Kantonsspital Luzern und später als Lehrerin und Leiterin der Stiftungsschule für hörgeschädigte Kinder in Meggen jenes Konzept der frühen Sprachanbahnung gehörloser und hörgestörter Säuglinge und Kleinkinder, das mit Hilfe der Eltern zur Integration in die Welt der Sprechenden führt. Durch die Gründung des Internationalen Beratungszentrum für Eltern hörgeschädigter Kinder sowie durch internationale Fortbildungstätigkeit hat sie diese Programme der frühen Sprachanbahnung zum Teil gegen erhebliche Widerstände durchgesetzt, so dass für gehörlose Kinder eine neue Chance eröffnet wurde, durch eine normale Sprache in die Welt des Gesunden eingegliedert zu werden.“

## Ehrungen
- 1953 UNESCO Stipendium
- 1982 «Sonnenschein-Medaille – Miteinander wachsen» der Theodor-Hellbrügge-Stiftung für ihre einzigartige Initiative und ihr hervorragendes Einfühlungsvermögen mit denen sie neue Maßstäbe in der Frühbehandlung hörgeschädigter Säuglinge und Kleinkinder gesetzt hat[3].
- 1987 wurde sie als Vertreterin Europas in das Komitee der neu gegründeten Vereinigung Auditory-Verbal International gewählt[4].
- 2003 Ehrung von Susann Schmid-Giovannini am CI-Treffen vom Samstag, 30. August 2003 in Dübendorf. ORL-Universitätsklinik Zürich: 75 Jahre Susann Schmid-Giovannini.
- 2003 Theodor Hellbrügge-Award für ihr lebenslanges Engagement für behinderte Kinder.

## Internationaler Schmid-Giovannini-Award
1999 wurde erstmals der von ihr gestiftete Schmid-Giovannini-Preis (Susann Schmid-Giovannini Award for International Excellence in Auditory-Verbal Practice) – eine goldene Hörschnecke – verliehen.
Die bisherigen Preisträger sind:
- 1999 Warren Estabrooks, Kanada
- 2001 Elke Winkelkötter, Deutschland
- 2002 Jacquelin Stockes, Großbritannien
- 2003 Angela M.V.S. Alves, Brasilien
- 2005 Barbara Streicher, Deutschland
- 2008 Ulrike Rülicke, Österreich

## Veröffentlichungen (Auswahl)
- Bildgeschichten für taube, schwerhörige und sprachgestörte Kinder. Unter Verwendung der Signalmethode von Adolf Freunthaller. Verlag Jungbrunnen, Wien 1964
- Kindergarten für Hörgeschädigte, aus Praxis und Anschauung, kleine Tips für Kindergärtnerinnen, ca. 1970
- Sprich mit mir. Eine ganzheitliche Lautsprachmethode für Kleinkinder von 0 - 7 Jahren für Eltern und Erzieher hörgeschädigter Kleinkinder. Verlag Marhold, Berlin 1976/1980, ISBN 3-7864-4205-3
- Habla conmigo : método para que padres y educadores ensenen a hablar an ninos con trastornos auditivos, de O a 7 anos. Kapelusz, Buenos Aires, 1980.
- Auswirkungen einer aural-oralen Frühtherapie auf die Persönlichkeitsentwicklung und den Lernerfolg hörgeschädigter Kinder. Sozialpädiatrie 12, 1982.
- Beszélj velem: egységes hangosbeszédtanítási módszer 0-7 éves hallássérült kisgyermekek szülői és nevelői számára: Országos Pedagógiai Intézet, Budapest 1985
- Ratschläge und Anleitung .." Heft 1 (0-2 Jahre). Ratschläge und Anleitung für Eltern und Erzieher hörgeschädigter Kinder. Internationales Beratungszentrum für Eltern hörgeschädigter, KinderInternationales Beratungszentrum, Meggen 1985
- Ratschläge und Anleitung .." Heft 2 (2-14 Jahre). Ratschläge und Anleitung für Eltern und Erzieher hörgeschädigter Kinder, Internationales Beratungszentrum für Eltern hörgeschädigter Kinder. Internationales Beratungszentrum, Meggen 1986
- From the series Counsel and guidance for parents and teachers of hearing impaired children. International Counselling Centre for Parents of Hearing Impaired Children, Zollikon 1986
- Die Kunst, sprechen zu lehren und zu lernen: Zusammenfassung der Ergebnisse der drei Workshops, Zürich 1987
- 1. Kongress in Europa : 2. - 4. Okt. 1989 in Berchtesgaden. Internationales Beratungszentrum. Meggen 1989
- 2. Kongress in Europa : 23. - 25. Oktober 1992 in Essen. Auditiv-verbale Erziehung in Europa. Internationales Beratungszentrum, Meggen 1992
- Hören und Sprechen. Anleitungen zur auditiv-verbalen Erziehung hörgeschädigter Kinder. Internationales Beratungszentrum, Meggen 1996[6].
- mit Armin Löwe: Die kognitive Förderung hörgeschädigter Kinder. Internationales Beratungszentrum Schmidt-Giovanni, Meggen 1997
- Sonderausgabe Cochlear-Implant. Erfahrungsberichte von Eltern, deren Kinder ein CI tragen. Newsletter Internationales Beratungszentrum für Eltern hörgeschädigter Kinder, Newsletter 66/1997 Meggen
- 4. Auditory-Verbal Kongress vom 08. - 10. Oktober 1999 in Berchtesgaden: auditiv-verbale Erziehung beinhaltet kognitive Förderung vom Baby bis zum Erwachsenen. Internationales Beratungszentrum. Meggen 1999
- mit Armin Löwe: Sprachfördernde Spiele für hörgeschädigte und für sprachentwicklungsgestörte Kinder : Anleitungen für Elternhaus, logopädische Praxis, Kindergarten, Klinik und Schule. Internationales Beratungszentrum Schmid-Giovannini, Meggen 1999
- Vom Stethoskop zum Cochlea-Implantat. Geschichte und Geschichten aus einem sechzigjährigen Berufsleben. Verlag S. Schmid-Giovannini, Meggen 2007
- European Commission – Socrates Education and Culture: Studienanleitung 7: Susann Schmid-Giovannini: Auditiv-verbale Therapie (COMENIUS 2.1 ACTION Qualification of educational staff working with hearing-impaired children QESWHIC) (PDF; 209 kB)
- Hören und Sprechen. Anleitung zur auditiv-verbalen Erziehung hörgeschädigter Kinder. Replikat als E-Book und Printausgabe, Verlag Edizio, Meggen 2014, ISBN 978-3-9524315-0-4[7]